# Hyposoter bombycivorus
Hyposoter bombycivorus là một loài tò vò trong họ Ichneumonidae.